# NGC 4272
NGC 4272 ist eine linsenförmige Galaxie vom Hubble-Typ S0 im Sternbild Haar der Berenike am Nordsternhimmel. Sie ist schätzungsweise 378 Millionen Lichtjahre von der Milchstraße entfernt. 
Das Objekt wurde am 13. März 1785 von dem Astronomen Wilhelm Herschel entdeckt.